# Бета (тропический шторм, 2020)
Тропический шторм «Бета» (англ. Tropical Storm Beta)  –   тропический циклон , принесший сильные дожди, наводнения и суровую погоду на юго-восток Соединенных Штатов в сентябре 2020 года. Двадцать вторая тропическая депрессия и двадцать третий тропический шторм рекордного сезона атлантических ураганов 2020 года.
Обширный характер шторма и его медленное движение привели к тому, что многочисленные районы вдоль побережья Мексиканского залива в течение нескольких дней подвергались сильному прибою и высоким волнам, в то время как проливные дожди и штормовые нагоны затронули районы, которые уже пытались оправиться от предыдущих тропических циклонов, таких как ураганы Лаура и Салли. Несколько улиц, шоссе и даже межштатных автомагистралей в Хьюстоне были закрыты из-за наводнения. Луизиана , Миссисипи , Алабама , Джорджия , Каролины все они пострадали от наводнений и порывистых ветров. Подтвержден один смертельный исход в Техасе из-за шторма Бета. Общий ущерб от циклона оценивается как минимум в 400 миллионов долларов.

## Метеорологическая история
Национальный центр ураганов (NHC) начал следить за зоной низкого давления в 12:00 UTC 10 сентября. Развитие системы произошло , как начал медленно поворачивать на юго - запад 14 сентября. Тем не менее беспорядки продолжались и переместились на юго-запад, в юго-западную часть Мексиканского залива, где они начали формироваться, когда Салли перешла на юго-восток США рано утром 16 сентября. На следующий день охотники за ураганами обнаружил замкнутую циркуляцию, поскольку грозы продолжались около центра, NHC инициировал рекомендации по тропической депрессии 22 17 сентября в 23:00 UTC. В 21:00 UTC 18 сентября система превратилась в тропический шторм Бета, ставшая самым ранним сформировавшимся 23-м тропическим или субтропическим штормом в сезон ураганов в Атлантике, превзойдя старую отметку 22 октября, установленную Тропическим штормом Альфа в 2005 году.
Несмотря на воздействие сдвига ветра и сухого воздуха, шторм продолжал усиливаться, достигнув максимальной интенсивности 60 миль в час (95 км / ч) и давления 994 мбар (29,36 дюйма ртутного столба ) в 15:00 UTC 19 сентября. Однако он стал почти неподвижным после поворота на запад через Мексиканский залив. Это вызвало ослабление через продолжающееся негативное воздействие сухого воздуха и сдвига ветра привело к дезорганизации шторма, хотя скорость ветра осталась прежней благодаря границе оттока. После шторм двинулся на северо-восток конвекция Беты продолжала разпадаться, поскольку шторм двигался с запада на северо-запад, а центр реформировался на запад. Структура Беты еще больше ухудшилась, когда вокруг ее центра обернулись устойчивые слоисто-кучевые облака холодного воздуха. Когда Бета приблизилась к побережью Техаса , она немного ослабла, прежде чем выйти на берег на полуострове Матагорда в 04:00 UTC 22 сентября с ветром 45 миль в час (75 км / ч) и давлением 999 мб (29,50 дюйма рт. Ст.). После этого Бета еще больше ослабла, упав до статуса тропической депрессии в 15:00 UTC.  Затем он снова стал почти неподвижным, прежде чем повернуть на восток и немного ослабнуть, в результате чего NHC выпустил свои окончательные рекомендации и возложил будущие консультативные функции на Центр прогнозирования погоды (WPC). Затем в 03:00 UTC 23 сентября Бета превратилась в посттропический циклон и ускорилась на северо-восток, пройдя через Луизиану и Миссисипи в Северную Алабаму. Центр стал менее определяющим, и угроза сильных дождей уменьшилась, и WPC выпустил свои окончательные рекомендации в 09:00 UTC 25 сентября.

## Подготовка и последствия
Предупреждение были выпущены по большей части береговой линии от Техаса - Мексика границы до южной центральной Луизиане в преддверии шторма.  В связи с проблемами особо уязвимых районов вокруг Хьюстона и Галвестона городскими и окружными властями было объявлено несколько добровольных эвакуаций. Предупреждения о наводнении были выпущены по всему Техасу и Луизиане, когда шторм приблизился к прибрежному Техасу, а затем достиг берега. Когда шторм переместился вглубь территории Луизианы,для южной и восточной части штата, а также для южной части Миссисипи были предупреждение о  торнадо.

Radar mosaic of Tropical Storm Beta making landfall and weakening over the southern United States from September 19 to 23.

Во второй половине дня 21 сентября для округа Галвестон, штат Техас, было выпущено предупреждение о торнадо , однако подтверждения о торнадо не было. Был также выпущен ряд предупреждений о внезапных наводнениях, поскольку дождевые полосы начали непрерывно перемещаться по одним и тем же районам.  23 сентября благоприятные атмосферные условия вызвали шквал торнадо, сильную грозу и  предупреждения, поскольку остатки шторма переместились через Луизиану в Миссисипи.

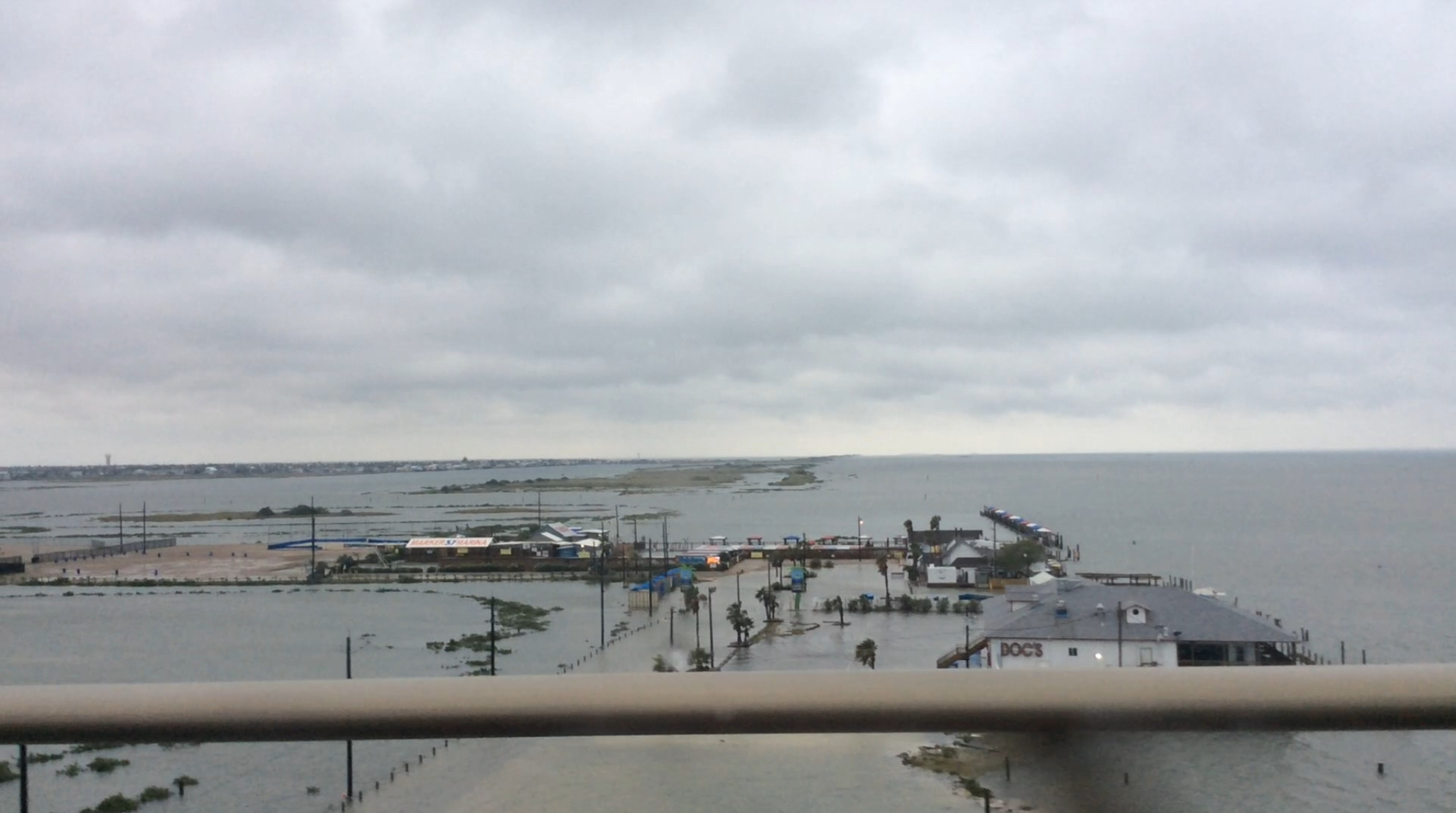
Coastal flooding from Beta in Corpus Christi, Texas as viewed from the John F. Kennedy Memorial Causeway.

Сильный прибой и высокие волны из Бетп разрушилп часть пирса в Галвестоне, штат Техас, в то время как штормовые нагоны оставили под водой многие районы побережья Техаса. Примерно во время выхода на берег в Порт-Лаваке был зафиксирован порыв ветра со скоростью 77 км/ч.  Части автомагистралей I-69 и TX 288 были закрыты из-за наводнения, и команды спасателей при паводке откликнулись на десятки призывов о помощи. К тому времени, когда 22 сентября Бета превратилась в тропическую депрессию, в Хьюстоне было проведено более 100 спасательных операций во время паводка, так как части города оказались сильно затоплены из-за большого количества осадков, выпавших ураганом, превышающие 9 дюймов (22 см) в некоторых частях города. Десятки улиц и автомагистралей в городе, в том числе участки I-69, I-45 , а также TX 288 и 290 , были закрыты быстро поднимающейся водой. Чиновники призвали жителей оставаться дома и по возможности избегать вождения. Обширная природа шторма также принесла сильные дожди в Луизиану, которая все еще восстанавливалась после ряда других систем, которые повлияли на штат в течение сезона. Губернатор Техаса Грег Эбботт объявил о стихийных бедствиях в 29 округах, а губернатор Луизианы Джон Бел Эдвардс объявил чрезвычайное положение. Пропавший рыбак, который во время шторма ушел в Брайс-Байу, позже был обнаружен утонувшим. Сильные дожди, наводнения и порывистые ветры также повлияли на Миссисипи, Теннесси , Арканзас , Алабаму и Джорджию. Остатки шторма стали причиной небольшого сурового погодного явления в Каролине 25 сентября с сильными грозами, вызвавшими повреждение от ветра и необычайно значительным градом диаметром до 2,25 дюйма (5,7 см). Торнадо EF0 также было подтверждено в Миртл-Бич, Южная Каролина.